# Stompin’ Souls
Stompin’ Souls sind eine 2003 gegründete schwedische Rockband.

## Geschichte
Stompin’ Souls wurden 2003 gegründet und spielten noch im selben Jahr erste Konzerte in Schweden. Ende 2004 erschien ihre erste 7″ Put Me On und es folgten weitere Konzerte. Ende 2006 spielten Stompin’ Souls erste Konzerte in Deutschland, wie auch 2007 als Vorgruppe von Tomte. Im 2008 erschien das Debütalbum And It’s Looking a Lot Like Nothing at All in Schweden, im März 2009 auch in Deutschland. Das Album ist eine Zusammenstellung von diversen Liedern, die in den vergangenen vier Jahren von der Band geschrieben wurden.
Das Ox-Fanzine bezeichnete die Band anlässlich der Veröffentlichung des Albums als „derzeit beste Neo-Garage-Band“.
2009 folgte das zweite Album Silhouettes.

## Diskografie
- 2004: Put Me On (7″-Single)
- 2008: And It’s Looking a Lot Like Nothing at All (Album)
- 2009: Silhouettes (Album)